# Igreja de Nossa Senhora do Ó (Mafra)
A Igreja de Nossa Senhora do Ó, também em tempos designada por Nossa Senhora do Porto, foi elevada a matriz da freguesia em 1570.
Segundo alguns historiadores a sua construção inicial é atribuída aos Fenícios em sec V ac e seria dedicada à deusa Astarte. Funcionaria como marco que assinalava o ponto até onde poderiam subir o rio Lizandro.
A data de edificação da igreja de Nossa Senhora do Ó, na freguesia da Carvoeira, permanece desconhecida, embora alguns elementos decorativos conservados no seu interior, como a pia de água benta, nos indiquem que era já utilizada para o culto no início do século XVI.
Sabe-se que este templo, também designado como igreja de Nossa Senhora do Porto, foi elevado a matriz da freguesia em 1570. Próxima da ribeira de Cheleiros, a igreja está delimitada por adro murado, no qual foi colocado um cruzeiro, com painel de azulejos numa das faces da base.
O corpo do templo é precedido por uma galilé de secção rectangular, de cércea mais baixa, à qual se acede por arco de volta perfeita ladeado por duas janelas. A fachada da igreja, que possui também planta rectangular, possui portal principal de moldura simples, com cornija destacada onde foi gravada a data 1830, encimado por janela rectangular e óculo, sendo rematada superiormente por empena com cruz de pedra. Às fachadas laterais foram adossados corpos anexos, possuindo a da direita portal, que foi aberto em 1709, como indica inscrição na moldura do mesmo. O interior, de nave única, está actualmente muito delapidado, tendo perdido nos últimos anos do século XX a maior parte da imaginária que o decorava, incluindo a imagem de Nossa Senhora do Ó. Destaca-se uma pia de água benta quinhentista, dividida em gomos sem decoração, com boleados junto do friso superior, cujo suporte é decorado por florões. Ao longo dos séculos, a igreja de Nossa Senhora do Ó sofreu diversas inundações, devido à sua proximidade do rio, o que provocou a sua progressiva degradação, atingindo inclusivamente a estrutura do edifício. Nos anos 80 do século XX foram realizadas algumas obras de conservação.[carece de fontes?]